# Kiphire
Kiphire ist eine Stadt im indischen Bundesstaat Nagaland.
Die Stadt ist Hauptort des Distrikts Kiphire. Kiphire hat den Status eines Town Committee. Die Stadt ist in 11 Wards gegliedert. Sie hatte am Stichtag der Volkszählung 2011 16.487 Einwohner, von denen 8587 Männer und 7900 Frauen waren. Christen bilden mit einem Anteil von über 93 % die Mehrheit der Bevölkerung in der Stadt. Hindus bilden eine Minderheit von über 4 %. Die Alphabetisierungsrate lag 2011 bei 87,3 % und damit deutlich über dem nationalen Durchschnitt. 92,8 % gehören den Scheduled Tribes an.